# 10th Mountain Division
10th Mountain Division (dansk: 10. Bjergdivision), er en let infanteridivision i USA's hær. Enheden er specialiseret i at kæmpe effektivt under hårde forhold, blandt andet som bjergtropper. Divisionen er indrettet på hurtig indsættelse et hvilket som helst sted i verden. Divisionen er baseret i Fort Drum, New York.
| Militær | Spire Denne artikel om militær er en spire som bør udbygges. Du er velkommen til at hjælpe Wikipedia ved at udvide den. |